# Campeonato de los Cuatro Continentes de Patinaje Artístico sobre Hielo de 2022
El XXIV Campeonato de los Cuatro Continentes de Patinaje Artístico sobre Hielo se celebró en Tallin (Estonia) entre el 20 y el 23 de enero de 2022 bajo la organización de la Unión Internacional de Patinaje sobre Hielo (ISU) y la Asociación Estonia de Patinaje sobre Hielo.
Las competiciones se realizaron en el Estadio de Hielo Tondiraba de la capital estonia.
Inicialmente, el campeonato iba a realizarse en la ciudad china de Tianjin, pero debido a problemas de organización derivados a causa de la pandemia de COVID-19, la ciudad china decidió cancelar el evento. Como la ISU no encontró una nueva sede para el campeonato, decidió realizarlo en la misma sede del Campeonato Europeo de Patinaje Artístico sobre Hielo de 2022, la capital de Estonia.

## Medallero
| Núm. | País           | Oro | Plata | Bronce | Total |
| ---- | -------------- | --- | ----- | ------ | ----- |
| 1    | Estados Unidos | 2   | 1     | 1      | 4     |
| 2    | Japón          | 1   | 2     | 1      | 4     |
| 3    | Corea del Sur  | 1   | 1     | 1      | 3     |
| 4    | Canadá         | 0   | 0     | 1      | 1     |
|      | TOTAL          | 4   | 4     | 4      | 12    |